# Хейл, Филипп Лесли
Филипп Лесли Хейл (англ. Philip Leslie Hale; 1865—1931) — американский художник-импрессионист, писатель и педагог.

## Биография
Родился 21 мая 1865 года в Бостоне в семье пастора и писателя Эдварда Хейла и Эмили Болдуин (англ. Emily Baldwin Perkins), была одним из восьми детей. Его сестра Эллен Хейл — тоже стала художником. Отец с 1904 года до своей смерти в 1909 году был сенатором США.
Искусству живописи обучался в школе при музее изящных искусств в Бостоне у Эдмунда Тарбелла, а также у Кеньона Кокса и Джулиана Уира в Лиге студентов-художников Нью-Йорка. Начиная с 1877 года в течение пяти лет учился в Париже. Посещал художественную колонию в Живерни, где находился под влиянием палитра и манеры письма Клода Моне. В 1890-е годы Хейл написал наиболее известные из своих работ в стиле неоимпрессионизма и символизма.
Художник вернулся в Бостон в 1893 году. Здесь в 1902 году женился на Лилиан Хейл, тоже художнице, с которой они арендовали художественную студию. Также Хейл занимался искусствоведением и преподаванием. В 1917 году был избран в качестве ассоциированного члена в Национальную академию дизайна.
Умер 2 февраля 1931 года в Бостоне. Похоронен на кладбище Forest Hills Cemetery and Crematory округа Саффолк, штат Массачусетс. Был женат на Лилиан Хейл (англ. Lilian C. Westcott Hale, 1880—1963) — художнице-импрессионисте, у них была дочь Анна (англ. Anna Westcott Hale Bowers, 1908—1988).

## Труды

Некоторые работы
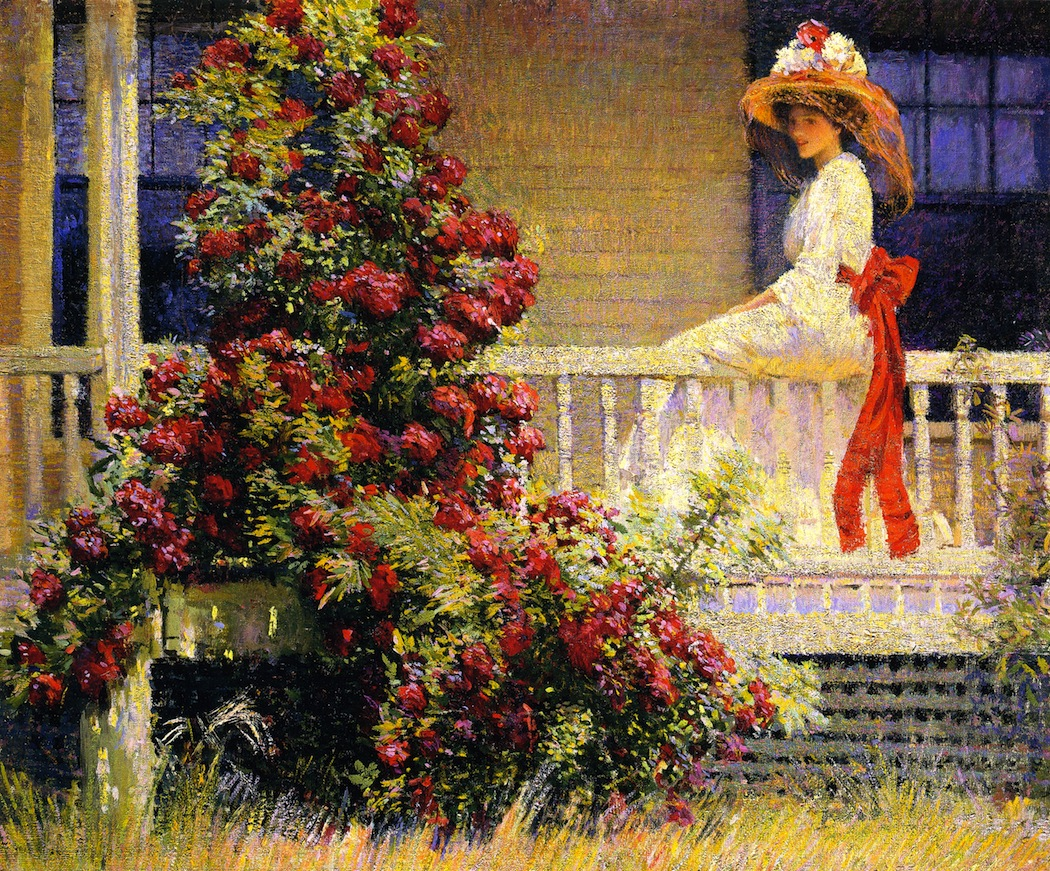
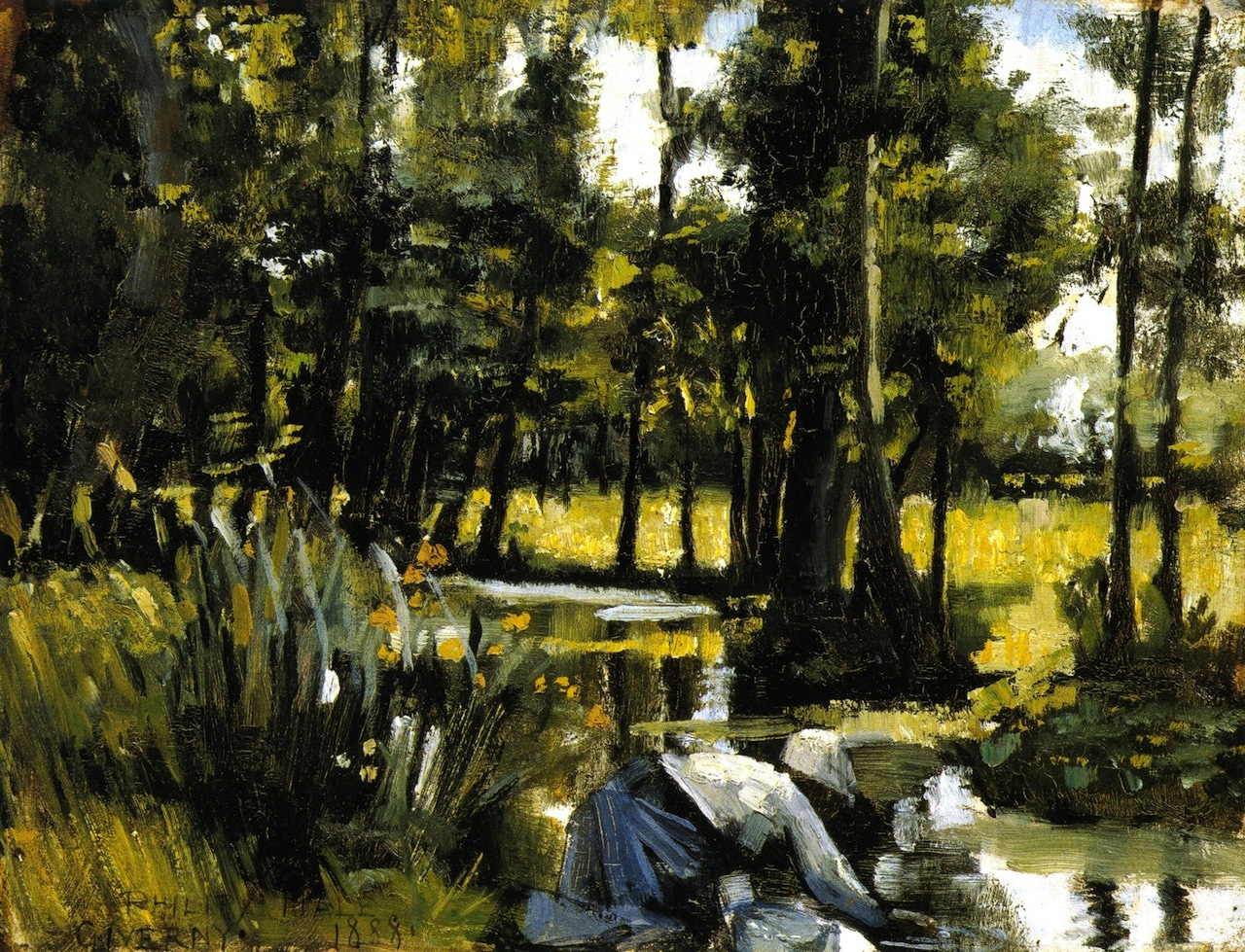
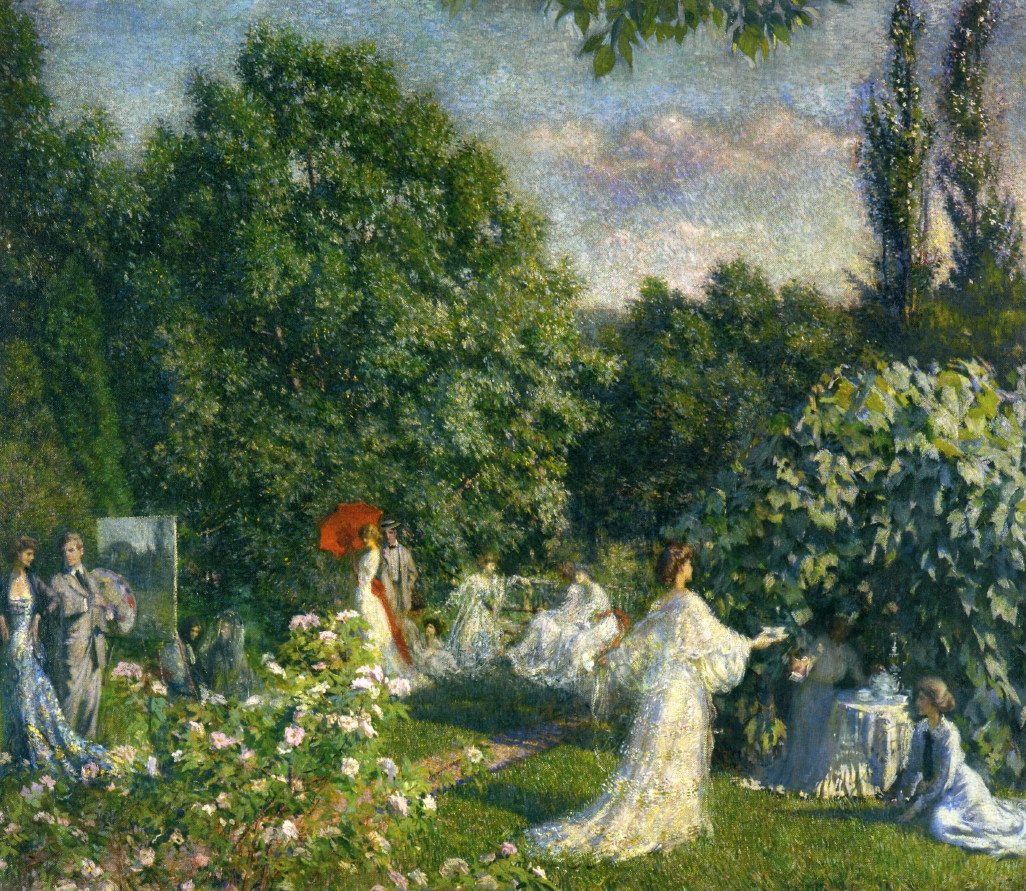